# Modal
Modal – włókno celulozowe produkowane z drzew powstałe na bazie wiskozy. Cechuje je duża odporność na uszkodzenia i atłasowy połysk. Materiał pochłania o 50% więcej wilgoci niż bawełna. Jest bardzo przyjazny dla skóry, ponieważ utrzymuje ją suchą i umożliwia jej oddychanie. Ponadto jego włókna mają gładką, delikatną strukturę, która zapobiega naruszeniu powierzchni modalu w trakcie prania, dzięki czemu zawsze zachowuje swoją miękkość i sprężystość.
Wśród włókien typu modal wyróżnia się dwie grupy: polinozowe (ang. polymere non synthetique) oraz HWM (ang. high wet modulus). Włókna polinozowe są bardziej wytrzymałe na rozciąganie od zwykłych włókien wiskozowych w stanie mokrym i suchym i mają mniejsze wydłużenie zrywające. Zwykle przerabiane są z włóknami bawełnianymi. Włókna HWM są elastyczniejsze od polinozowych, mają większe wydłużenie zrywające i zwykle przerabiane są w mieszankach z włóknami syntetycznymi.
Modal używany jest m.in. w produkcji bielizny, odzieży sportowej, pościeli.